# Shanti-Swarup-Bhatnagar-Preis
Der Shanti-Swarup-Bhatnagar-Preis für Naturwissenschaft und Technik (SSB, Shanti Swarup Bhatnagar Prize for Science and Technology) ist ein jährlich vom Council of Scientific and Industrial Research (CSIR) Indiens vergebener Preis für Forschung in den Bereichen Biologie, Chemie, Geowissenschaften, Ingenieurwesen, Mathematik, Physik und Medizin.
Er ist in jedem der Bereiche mit 5 lakh (500.000 indischen Rupien) dotiert und wird für indische Wissenschaftler bis zum Alter von 45 Jahren (im Jahr vor Verleihung des Preises) für Forschung in den letzten fünf Jahren verliehen. Der Preis wurde zuerst 1958 verliehen. Es kann mehr als einen Preisträger in jeder Sparte geben, bis auf seltene Ausnahmen waren dies aber maximal zwei. Der Preis wird vom indischen Premierminister vergeben.
Er ist nach dem Gründer des CSIR benannt, dem Chemieprofessor Shanti Swarup Bhatnagar (1894–1955).
Während die Preisträger traditionell jedes Jahr am 26. September bekanntgegeben wurden, fiel die Bekanntgabe im Jahr 2022 im Zusammenhang mit einer Neuordnung und Kürzung staatlicher indischer Wissenschaftspreise zunächst aus, erfolgte aber dann mit fast einem Jahr Verspätung.

## Preisträger Geowissenschaften
- 1972 Kshitindramohan Naha, präkambrische Geologie
- 1976 Mihir Kumar Bose, Petrologie von magmatischen Gesteinen, Khadg Singh Valdiya, Umweltgeologie
- 1977 Subir Kumar Ghosh, Strukturgeologie, Krishan Lal Kaila, Seismologie
- 1978 Hassan Nasiem Siddiquie, Meeresgeologie, B. L. K. Somayajulu Geochemie
- 1979 Vinod Kumar Gaur, Seismologie
- 1980 Basanta Kumar Sahu, mathematische Modellierung, Janardan Ganpatrao Negi theoretische Geophysik
- 1982 Kunchithapadam Gopalan, Geochronologie
- 1983 Syed Mahmood Naqvi präkambrische Geologie, Harsh Gupta Seismologie
- 1984 Sethunathasarma Krishnaswami, Geochemie, Subhrangsu Kanta Acharyya Geodynamik
- 1985 Rishi Narain Singh, geophysikalische Modellierung
- 1986 Alok Krishna Gupta, Mineralogie, Kumarendra Mallick, Geophysik
- 1987 Pramod Sadasheo Moharir Signalverarbeitung
- 1988 Sampat Kumar Tandon physikalische Stratigraphie
- 1989 Prem Chand Pandey, Polarforschung, Satellitenbeobachtung
- 1991 Sudipta Sengupta, Strukturgeologie, Sri Niwas Geophysik
- 1992 Satish Ramnath Shetye, physikalische Ozeanographie
- 1993 Uma Charan Mohanty, Meteorologie
- 1994 Jitendra Nath Goswami, Geochronologie
- 1995 Bhupendra Nath Goswami, Meteorologie
- 1996 Shyam Sundar Rai, Geophysik, Syed Wajih Ahmad Naqvi Biogeochemie, Treibhausgase
- 1998 Rengaswamy Ramesh, Paläoklimatologie
- 2001 Kolluru Sree Krishna marine Geophysik, Prashant Goswami Atmosphären-Modellierung
- 2002 Sankar Kumar Nath, Seismologie, Ganapati Shankar Bhat Atmosphärenwissenschaft
- 2003 Kanchan Pande Isotopengeologie, G. V. R. Prasad Paläontologie
- 2005 Nibir Mandal, Strukturgeologie
- 2006 Pulak Sengupta Petrologie metamorpher Gesteine, Gufran-Ullah Beig Atmosphären-Wissenschaft
- 2007 Anil Bhardwaj, Weltraum
- 2008 P. N. Vinayachandran, physikalische Ozeanographie
- 2009 S. K. Satheesh, atmosphärische Aerosole
- 2011 Shankar Doraiswamy, Ozeanographie
- 2014 Sachchida Nand Tripathi, Atmosphären-Wissenschaft
- 2015 Jyotiranjan Srichandan Ray Geochemie
- 2016 Sunil Kumar Singh, Geochemie
- 2017 S. Suresh Babu, atmosphärische Aerosole
- 2018 Parthasarathi Chakraborty, Geochemie
- 2019 Subimal Ghosh
- 2020 Abhijit Mukherjee, Suryendu Dutta
- 2021 Binoy Kumar
- 2022 Vimal Mishra

## Preisträger Biologie
- 1960 Toppur Seethapathy Sadasivan, Pflanzenpathologie
- 1961 M. S. Swaminathan, Genetik
- 1962 Bimal Kumar Bachhawat, Glykobiologie
- 1963 Jagannath Ganguly, Biochemie
- 1964 Dilbagh Singh Athwal, Pflanzenzüchtung
- 1965 C. V. Subramanian, Mykologie
- 1966 Neelamraju Ganga Prasada Rao, Genetik, Hari Krishan Jain, Kryogenetik
- 1967 Arun Kumar Sharma, Kryogenetik
- 1968 T. A. Venkitasubramanian, Biochemie
- 1971 N. Balakrishnan Nair, Meeresbiologie, Madhu Sudan Kanungo, Gerontologie
- 1972 Birendra Bijoy Biswas, Pflanzenpathologie, Satish Chandra Maheshwari, Molekularbiologie
- 1973 B. R. Murty, Genetik, Sardul Singh Guraya Zellbiologie
- 1974 John Barnabas, Evolutionsbiologie
- 1975 Archana Sharma, Zytogenetik, Obaid Siddiqi, Genetik
- 1976 Kishan Singh, Pflanzenpathologie, Guru Prakash Dutta Immunologie
- 1977 T. C. Anand Kumar, Reproduktionsbiologie
- 1978 V. Sasisekharan, Molekularbiologie
- 1979 M. K. Chandrashekaran, Neurophysiologie, Amar Nath Bhaduri Enyzmologie
- 1980 Jamuna Sharan Singh, Pflanzenökologie, Asis Datta Molekularbiologie
- 1981 Sushil Kumar, Genetik, Prafullachandra Vishnu Sane, Biochemie
- 1982 Sunil Kumar Podder, Biophysik, Ramamirtha Jayaraman mikrobiologische Genetik
- 1983 Govindarajan Padmanaban, Biochemie
- 1984 T. J. Pandian, Bioenergetik, K. R. K. Easwaran Biophysik
- 1985 C. M. Gupta, Membranbiologie, Mamannamana Vijayan Strukturbiologie
- 1986 Madhav Gadgil, Naturschutz-Biologie
- 1987 Sudhir Kumar Sopory, Pflanzenphysiologie, Avadhesha Surolia, Glykobiologie
- 1988 Bhabatarak Bhattacharyya, Strukturbiologie, Manchanahalli Rangaswamy Satyanarayana Rao, Biologie
- 1989 Manju Ray, Biochemie, Subhash Chandra Lakhotia Genetik
- 1990 Samir K. Brahmachari, Biophysik
- 1991 Virendra Nath Pandey, Virologie, Srinivas Kishanrao Saidapur, Reproduktionsbiologie
- 1992 Kuppamuthu Dharmalingam, Gentechnik, Dipankar Chatterji, Molekularbiologie
- 1993 M. R. N. Murthy, Molekularbiologie, Raghavendra Gadagkar, Ökologie
- 1994 Ramakrishnan Nagaraj, Biophysik, Alok Bhattacharya, Parasitologie
- 1995 Kalappa Muniyappa, Genetik, Seyed Ehtesham Hasnain, Molekularbiologie
- 1996 Ghanshyam Swarup, Molekularbiologie, Vishweshwaraiah Prakash Nahrungsmitteltechnologie
- 1997 Kanury Venkata Subba Rao, Biotechnologie, Jayaraman Gowrishankar, Mikrobiologie
- 1998 Debi Prasad Sarkar, Immunologie, K. VijayRaghavan, Biotechnologie
- 1999 Siddhartha Roy, Strukturbiologie, V. Nagaraja, Molekularbiologie
- 2000 Jayant B. Udgaonkar, Biochemie, Dinakar Mashnu Salunke Strukturbiologie
- 2001 Umesh Varshney, Molekularbiologie
- 2002 Amitabha Mukhopadhyay, Molekularbiologie, Raghavan Varadarajan Biophysik
- 2003 Satyajit Mayor, Stammzellbiologie
- 2004 Gopal Kundu, Genetik, Ramesh Venkata Sonti Genetik
- 2005 Shekhar C. Mande, Strukturbiologie, Tapas Kumar Kundu Molekularbiologie
- 2006 Vinod Bhakuni, Biophysik, Rajesh Sudhir Gokhale chemische Biologie
- 2007 Narayanaswamy Srinivasan, Genomik, Upinder Singh Bhalla Neurobiologie
- 2008 L. S. Shashidhara, Genetik, Gajendra Pal Singh Raghava Bioinformatik
- 2009 Amitabh Joshi, Genetik, Bhaskar Saha Immunologie
- 2010 Sanjeev Galande, Genomik, Shubha Tole Neurowissenschaften
- 2011 Amit Prakash Sharma, Strukturbiologie, Rajan Sankaranarayanan Molekularbiologie
- 2012 Shantanu Chowdhury, Genomik, Suman Kumar Dhar Molekularbiologie
- 2013 Sathees Chukkurumbal Raghavan, Biophysik
- 2014 Roop Mallik, Biophysik
- 2015 Balasubramanian Gopal, Biophysik, Rajeev Kumar Varshney Genetik
- 2016 Rishikesh Narayanan, Neurowissenschaften, Suvendra Nath Bhattacharyya, Molekularbiologie
- 2017 Deepak T. Nair, Pflanzenpathologie, Sanjeev Das Krebsbiologie
- 2018 Thomas Pucadyil, Membranbiochemie, Ganesh Nagaraju, Genetik
- 2019 Kayarat Saikrishnan, Soumen Basak
- 2020 Subhadeep Chatterjee, Vatsala Thirumalai
- 2021 Amit Singh, Arun Kuma
- 2022 Ashwani Kumar, Maddika Subba Reddy

## Preisträger Ingenieurwesen
- 1960 Homi Nusserwanji Sethna, Chemieingenieurwesen
- 1962 Man Mohan Suri, Suri-Transmission
- 1963 Brahm Prakash, Metallurgie
- 1964 Bal Raj Nijhawan, Metallurgie
- 1965 Ayyagari Sambasiva Rao, Elektronik
- 1966 Jai Krishna, Erdbeben-Ingenieurwesen
- 1967 Tanjore Ramachandra Anantharaman, Metallurgie
- 1968 Kshitish Ranjan Chakravorty, Dünger
- 1971 Amitabha Bhattacharyya, Produktionstechnik
- 1972 Govind Swarup, Radioastronomie, Rajindar Pal Wadhwa, Mikrowellentechnik
- 1973 Man Mohan Sharma, Chemieingenieurwesen
- 1974 Roddam Narasimha, Hydrodynamik, Mangalore Anantha Pai, Starkstromtechnik
- 1975 Udipi Ramachandra Rao, Raumfahrt
- 1976 Rajinder Kumar, Multiphasen-Phänomene, Vaidyeswaran Rajaraman, Informatik
- 1978 Digvijai Singh, Flüssigfilm-Schmierung, S. N. Seshadri, Steuerung
- 1979 Palle Rama Rao, Metallurgie
- 1980 Vallampadugai Srinivasa Raghavan Arunachalam, Materialwissenschaft
- 1981 S. C. Dutta Roy, Signalverarbeitung
- 1982 Raghunath Anant Mashelkar, Chemieingenieur
- 1983 Suhas Pandurang Sukhatme, Wärmetransport, Krishnaswamy Kasturirangan, Raumfahrt
- 1984 D. D. Bhawalkar, Optik, Paul Ratnasamy, Katalyse
- 1985 Patcha Ramachandra Rao, Metallurgie
- 1986 Manohar Lal Munjal, Akustik
- 1987 Shrikant Lele, Thermodynamik
- 1988 Surendra Prasad, Signalverarbeitung, B. D. Kulkarni, Chemieingenieur
- 1989 Gundabathula Venkateswara Rao, Finite Elemente
- 1989 Srikumar Banerjee, Metallurgie
- 1990 Sankar Kumar Pal, Fuzzy-Neuronale-Netze, Gangan Prathap, Statik
- 1991 Jyeshtharaj Joshi, Kerntechnik
- 1992 Vivek Borkar, stochastische Kontrolle
- 1993 Dipankar Banerjee, Metallurgie, Suresh Kumar Bhatia, Katalyse
- 1994 Govindan Sundararajan, Behandlung von Oberflächen
- 1995 Kamanio Chattopadhyay, Metallurgie
- 1997 Devang Vipin Khakhar, Polymerverarbeitung
- 1998 Anurag Sharma, Photonik, Ashok Jhunjhunwala, Telekommunikation
- 1999 Ramarathnam Narasimhan, Bruchmechanik
- 2000 Viswanathan Kumaran, Hydrodynamik, Partha Pratim Chakraborty, Informatik
- 2002 Ashutosh Sharma, Chemieingenieur
- 2003 Atul Chokshi, Materialwissenschaften, Soumitro Banerjee, Bifurkationstheorie
- 2004 Subhasis Chaudhuri, Bildverarbeitung, Vivek Ranade, Hydrodynamik
- 2005 V. Ramgopal Rao, Nanoelektronik, Kalyanmoy Deb, Informatik
- 2006 Ashish Kishore Lele, Polymerdynamik, Sanjay Mittal, numerische Hydrodynamik
- 2007 Rama Govindarajan, Hydrodynamik, B. S. Murty, Metallurgie
- 2008 Ranjan Mallik, Kommunikationstheorie,
- 2009 Giridhar Madras, Polymere, Jayant Haritsa, Informatik
- 2010 G. K. Ananthasuresh, Topologie-Optimierung, Sanghamitra Bandyopadhyay, Informatik
- 2011 Sirshendu De, Chemieingenieur, Upadrasta Ramamurty, Materialwissenschaften
- 2012 N. Ravishankar, nanostrukturierte Materialien, Shanthi Pavan, VLSI Entwurf
- 2013 Bikramjit Basu, Keramik, Suman Chakraborty, Nanofluidik
- 2014 S. Venkata Mohan, Umweltingenieurwesen, Soumen Chakrabarti Informatik
- 2015 Yogesh M. Joshi, Rheologie
- 2016 Avinash Kumar Agarwal, Maschinenbau, Venkata Padmanabhan, Informatik
- 2017 Aloke Paul, Materialwissenschaften, Neelesh B. Mehta drahtlose Kommunikation
- 2018 Amit Agrawal, Strömungsmechanik, Ashwin Anil Gumaste, Telekommunikationsnetzwerke
- 2019 Manik Varma
- 2020 Arvindrao Kulkarni, Kinshuk Dasgupta
- 2021 Debdeep Mukhopadhyay
- 2022 Dipti Ranjan Sahoo, Rajnish Kumar

## Preisträger Medizin
- 1961 Ram Behari Arora, kardiovaskuläre Pharmakologie
- 1963 Bal Krishan Anand, Neurophysiologie, Sibte Hasan Zaidi, Toxikologie
- 1965 Vulimiri Ramalingaswami, Pathologie, Nirmal Kumar Dutta, Mikrobiologie
- 1966 Jyoti Bhusan Chatterjea, Hämoglobinpathie, Rustom Jal Vakil, Kardiologie
- 1967 M. J. Thirumalachar, Mykologie, Ajit Kumar Basu, Herzchirurgie
- 1968 Uttamchand Khimchand Sheth, Neurobiologie, Sarashi Ranjan Mukherjee, Pharmakologie
- 1969 Ranjit Roy Chaudhury, Pharmakologie
- 1969 Subramanian Kalyanaraman, Neurochirurgie
- 1960 Janak Raj Talwar, Chirurgie (Herz, Lunge), Ajit Kumar Maiti, Neurophysiologie, Om Dutt Gulati, Pharmakologie, Nuggehalli Raghuveer Moudgal, Endokrinologie, Turaga Desiraju, Neurophysiologie, Perdur Radhakantha Adiga, Reproduktionsbiologie
- 1981 U. C. Chaturvedi, Virologie
- 1983 Indira Nath, Immunologie
- 1984 Jagdish Narain Sinha, Neuropharmakologie, Brahm Shanker Srivastava, Molekularbiologie
- 1985 D. K. Ganguly, Neurophysiologie
- 1986 Shyam Swarup Agarwal, Immunologie, Pradeep Seth, Mikrobiologie
- 1990 Maharaj Kishan Bhan, Pädiatrie
- 1991 Shashi Wadhwa, Neurobiologie
- 1992 Undurti Narasimha Das Immunologie, Narinder Kumar Mehra, Immunogenetik
- 1993 Gaya Prasad Pal, klinische Anatomie
- 1994 Y. D. Sharma, Molekularbiologie, K. B. Sainis, Immunologie
- 1995 Anil Kumar Tyagi, Biochemie, Subrat Kumar Panda, Virologie
- 1996 Vijayalakshmi Ravindranath, Neurowissenschaften, Shiv Kumar Sarin, Hepatologie
- 1997 Satish K. Gupta, Immunologie, Vijay Kumar, Molekularbiologie
- 1998 G. Balakrish Nair, Mikrobiologie
- 1999 Ch. Mohan Rao, Molekularbiologie
- 2000 Shahid Jameel, Virologie
- 2001 Birendra Nath Mallick, Neurobiologie
- 2002 Sunil Pradhan, Neurologie
- 2003 Chinmoy Sankar Dey, Molekularbiologie, Anil Kumar Mandal, Glaukome
- 2004 Chetan Eknath Chitnis, Parasitologie
- 2005 Javed Agrewala, Immunologie
- 2006 V. S. Sangwan, Zellbiologie
- 2007 P. N. Rangarajan, Genexpression
- 2008 Ravinder Goswami, Endokrinologie
- 2009 Santosh G. Honavar, Onkologie des Auges
- 2010 Mitali Mukerji, Humangenetik
- 2011 K. Narayanaswamy Balaji, Mykologie
- 2012 Sandip Basu, Nuklearmedizin
- 2013 Pushkar Sharma, Immunologie
- 2014 Anurag Agrawal, Entomologie
- 2015 Vidita Ashok Vaidya, Neurowissenschaften
- 2016 Niyaz Ahmed, molekulare Epidemiologie, Genomik
- 2017 Amit Dutt, Genomik, Deepak Gaur, Impfstoffentwicklung
- 2018 Ganesan Venkatasubramanian, Psychiatrie
- 2019 Dhiraj Kumar, Mohammad Javed Ali
- 2020 Bushra Ateeq, Ritesh Agarwal
- 2021 Jeemon Panniyammakal, Rohit Srivastava
- 2022 Dipyaman Ganguli

## Preisträger Chemie
- 1960 T. R. Govindachari, Bioorganische Chemie
- 1961 Asima Chatterjee, Phytomedizin
- 1962 Sasanka Chandra Bhattacharyya, Organische Chemie
- 1963 Bal Dattatreya Tilak, Chemie der Heterocyclen
- 1964 Sukh Dev, Organische Chemie
- 1965 Sadhan Basu, Polymerchemie, Ram Charan Mehrotra, Metallorganische Chemie
- 1966 N. A. Ramaiah, Chemie der Kohlenhydrate
- 1967 Mushi Santappa, Physikalische Chemie
- 1968 C. N. R. Rao, Festkörperchemie
- 1969 Amolak Chand Jain, Bioorganische Chemie
- 1970 P. T. Narasimhan, theoretische Chemie
- 1971 Manojit Mohan Dhar, medizinische Chemie
- 1972 A. P. B. Sinha, Festkörperchemie, Satinder Vir Kessar, Organische Chemie
- 1973 Hirdaya Behari Mathur, Spektroskopie, Manapurathu Verghese George, Photochemie
- 1974 Usha Ranjan Ghatak, Stereochemie, Kuppuswamy Nagarajan, Organische Chemie
- 1975 Dewan Singh Bhakuni, Medizinische Chemie, Animesh Chakravorty, Anorganische Chemie
- 1976 Devadas Devaprabhakara, Alicyclische Chemie
- 1977 Subramania Ranganathan, Organische Chemie, Mihir Chowdhury, Spektroskopie
- 1978 Girjesh Govil, molekulare Biophysik, Goverdhan Mehta, Organische Chemie
- 1981 Dorairajan Balasubramanian, Biochemie, Bidyendu Mohan Deb, theoretische Chemie
- 1982 Chunni Lal Khetrapal, chemische Physik, G. S. R. Subba Rao, organische Synthese
- 1983 Naba Kishore Ray, Computerchemie, Samaresh Mitra, biologische Chemie
- 1984 Paramasivam Natarajan, Photochemie, Kalya Jagannath Rao, Nanomaterialien
- 1985 nicht verliehen
- 1986 Padmanabhan Balaram, Biochemie
- 1987 Debashis Mukherjee, theoretische Chemie
- 1988 Kaushal Kishore, Polymerchemie
- 1989 Srinivasan Chandrasekaran, metallorganische Chemie, Mihir Kanti Chaudhuri Anorganische Chemie
- 1990 Narayanasami Sathyamurthy, theoretische Chemie, B. M. Choudary, Nanomaterialien
- 1991 Biman Bagchi, biophysikalische Chemie, Jhillu Singh Yadav, Agrochemie
- 1992 Suryanarayanasastry Ramasesha, molekulare Elektronik, Sumit Bhaduri, Metallorganische Chemie
- 1993 Shridhar Ramachandra Gadre, theoretische Chemie, Thirumalachari Ramasami, Anorganische Chemie
- 1994 Dipankar Das Sarma, Festkörperchemie, Eluvathingal Devassy Jemmis, theoretische Chemie
- 1995 Jayaraman Chandrasekhar, Computerchemie, Kizhakeyil Lukose Sebastian, theoretische Chemie
- 1996 Mariappan Periasamy, organische Chemie, Narayanan Chandrakumar, Physikalische Chemie
- 1997 Adusumilli Srikrishna, organische Chemie, Kankan Bhattacharyya, Spektroskopie
- 1998 Akhil Ranjan Chakravarty, Bioanorganische Chemie, Krishna N. Ganesh, Bioorganische Chemie
- 1999 Ganesh Prasad Pandey, organische Chemie, Deb Shankar Ray, Spektroskopie
- 2000 Pradeep Mathur, Metallorganische Chemie, Sourav Pal, theoretische Chemie
- 2001 Uday Maitra, Supramolekulare Chemie, Tavarekere Kalliah Chandrashekar, bioanorganische Chemie
- 2002 Tushar Kanti Chakraborty, organische Chemie, Murali Sastry, Nanomaterialien
- 2003 Santanu Bhattacharya, chemische Biologie, Vadapalli Chandrasekhar, Anorganische Chemie
- 2004 Siva Umapathy, Photochemie, Vinod K. Singh, Chirale Liganden
- 2005 Samaresh Bhattacharya, Anorganische Chemie, Subramaniam Ramakrishnan, Polymerchemie
- 2006 Srinivasan Sampath, Elektrochemie, K. George Thomas, Photochemie
- 2007 Amalendu Chandra, Hydrodynamik, Ayyappanpillai Ajayaghosh, Supramolekulare Chemie
- 2008 Thalappil Pradeep, Nanoteilchen, Jarugu Narasimha Moorthy, Organische Chemie
- 2009 Charusita Chakravarty, theoretische Chemie, Narayanaswamy Jayaraman, Organische Chemie
- 2010 Sandeep Verma, Bioanorganische Chemie, Swapan Kumar Pati, magnetische Phänomene
- 2011 Garikapati Narahari Sastry, Computerchemie, Balasubramanian Sundaram, Computerchemie
- 2012 Gangadhar J. Sanjayan, bioorganische Chemie, Govindasamy Mugesh, medizinische Chemie
- 2013 Yamuna Krishnan, organische Chemie
- 2014 Souvik Maiti, biophysikalische Chemie, Kavirayani Ramakrishna Prasad, organische Chemie
- 2015 D. Srinivasa Reddy, medizinische Chemie, Pradyut Ghosh, anorganische Chemie
- 2016 Partha Sarathi Mukherjee, Supramolekulare Chemie
- 2017 G. Naresh Patwari, Spektroskopie
- 2018 Rahul Banerjee, Strukturchemie, Swadhin Kumar Mandal, inorganische und organometallische Chemie
- 2019 Raghavan B. Sunoj, Tapas Kumar Maji
- 2020 Jyotirmayee Dash, Subi Jacob George
- 2021 Kanishka Biswas, T. Govindaraju
- 2022 Akkattu T. Biju, Debabrata Maiti

## Preisträger Mathematik
- 1959 K. Chandrasekharan, Zahlentheorie, C. R. Rao, Wahrscheinlichkeitstheorie
- 1965 K. G. Ramanathan, Zahlentheorie
- 1972 C. S. Seshadri, algebraische Geometrie, Anadi Sankar Gupta, Hydrodynamik
- 1975 Padam Chand Jain, Numerik, M. S. Narasimhan, algebraische Geometrie
- 1976 K. R. Parthasarathy, Quanten-Stochastik, S. K. Trehan, magnetische Felder
- 1977 M. S. Raghunathan, Liegruppen
- 1978 E. M. V. Krishnamurthy, schnelle Division
- 1979 S. Ramanan, algebraische Geometrie, Srinivasacharya Raghavan Zahlentheorie
- 1980 R. Sridharan, Algebra
- 1981 Jayanta Kumar Ghosh, Bayes-Interferenz
- 1982 B. L. S. Prakasa Rao, Stochastik, Jang Bahadur Shukla, mathematische Modellierung
- 1983 Phoolan Prasad, Partielle Differentialgleichungen, Inder Bir Singh Passi Gruppentheorie
- 1985 Rajagopalan Parthasarathy, Blattner-Vermutung, Surender Kumar Malik, nichtlineare Phänomene
- 1986 T. Parthasarathy, Spieltheorie, Udai Bhan Tewari, Algebra
- 1987 Tarlok Nath Shorey, Zahlentheorie, Raman Parimala, Algebra
- 1988 Mihir Baran Banerjee, Hydrodynamik, Kalyan Bidhan Sinha, Streutheorie
- 1989 Gopal Prasad, Liegruppen
- 1990 R. Balasubramanian, Riemannsche Zetafunktion, Shrikrishna Gopalrao Dani, Ergodentheorie
- 1991 Vikram Bhagvandas Mehta, Annamalai Ramanathan, Frobenius splitting in Algebraischer Geometrie
- 1992 Maithili Sharan, mathematische Modellierung
- 1993 Navin M. Singhi, Kombinatorik, Karmeshu, mathematische Modellierung
- 1994 Neithalath Mohan Kumar, Kommutative Algebra
- 1995 Rajendra Bhatia, Matrixfunktionen
- 1996 Vaikalathur Shankar Sunder, Subfaktoren
- 1998 T. R. Ramadas, Algebraische Geometrie, Subhashis Nag, Stringtheorie
- 1999 Rajeeva Laxman Karandikar, Wahrscheinlichkeitstheorie
- 2000 Rahul Mukerjee, Statistik
- 2001 Tyakal Nanjundiah Venkataramana, Algebraische Gruppen, Gadadhar Misra, Operatortheorie
- 2002 Sundaram Thangavelu, Harmonische Analysis, Dipendra Prasad, Zahlentheorie
- 2003 Manindra Agrawal, AKS-Primzahltest, Vasudevan Srinivas, algebraische Geometrie
- 2004 Sujatha Ramdorai, Iwasawa-Theorie, Arup Bose, Statistik (Sequential Analysis)
- 2005 Probal Chaudhuri, Statistik (Quantil-Regression), Kapil Hari Paranjape, algebraische Geometrie
- 2006 Vikraman Balaji, algebraische Geometrie, Indranil Biswas, algebraische Geometrie
- 2007 B. V. Rajarama Bhat, Operatortheorie
- 2008 Jaikumar Radhakrishnan, Kombinatorik
- 2009 Suresh Venapally, Algebra
- 2011 Mahan Mitra, Hyperbolische Geometrie, Palash Sarkar, Kryptologie
- 2012 Siva Athreya, Wahrscheinlichkeitstheorie, Debashish Goswami, nichtkommutative Geometrie
- 2013 Eknath Prabhakar Ghate, Zahlentheorie
- 2014 Kaushal Kumar Verma, komplexe Analysis
- 2015 K. Sandeep, elliptische partielle Differentialgleichungen, Ritabrata Munshi, Zahlentheorie
- 2016 Amlendu Krishna, Algebraische Geometrie
- 2017 Naveen Garg, Informatik
- 2018 Amit Kumar, Informatik, Nitin Saxena, Algebra
- 2019 Dishant Mayurbhai Pancholi, Neena Gupta
- 2020 Rajat Subhra Hazra, U. K. Anandavardhanan
- 2021 Anish Ghosh, Saket Saurabh
- 2022 Apoorva Khare, Neeraj Kayal

## Preisträger Physik
- 1958 K. S. Krishnan, Raman-Streuung
- 1960 M. G. K. Menon, Teilchenphysik
- 1961 G. N. Ramachandran, Ramachandran-Plot
- 1962 Vikram Ambalal Sarabhai, Raumforschung
- 1963 Raja Ramanna, Kernphysik
- 1964 Ajit Ram Verma, Kristallographie
- 1965 Barry Ramachandra Rao, Kristallographie
- 1966 Sivaraj Ramaseshan, Kristallographie, S. C. Jain, Halbleiter
- 1967 Devendra Lal, Geophysik
- 1968 Ashesh Prasad Mitra, Umweltphysik
- 1969 Asoke Nath Mitra, Teilchenphysik
- 1970 M. K. Vainu Bappu, Astrophysik
- 1971 Padmanabha Krishnagopala Iyengar, Kernphysik
- 1972 Sivaramakrishna Chandrasekhar, Kristallographie, Shri Krishna Joshi, Nanotechnik
- 1973 Virendra Singh, Hochenergiephysik
- 1974 Krityunjai Prasad Sinha, Mahendra Singh Sodha, Plasmaphysik
- 1975 Biswa Ranjan Nag, Halbleiter, Kasturi Lal Chopra, Materialwissenschaften
- 1976 Chanchal Kumar Majumdar, Festkörperphysik, Ramanuja Vijayaraghavan, Festkörperphysik
- 1978 Jayant Vishnu Narlikar, Kosmologie, E. S. Raja Gopal, Festkörperphysik
- 1979 Sudhanshu Shekhar Jha, Festkörperphysik, Ajoy Kumar Ghatak, Optik
- 1980 N. S. Satya Murthy, Reaktonsdynamik von Molekülen, Narasimhaiengar Mukunda, Quantenmechanik
- 1981 Ramanujan Srinivasan, magnetische Resonanz, Shasanka Mohan Roy, Hochenergiephysik
- 1982 Tiruppattur Venkatachalamurti Ramakrishnan, Festkörperphysik, Girish Saran Agarwal, Quantenoptik
- 1983 Shyam Sunder Kapoor, Kernphysik, Ramamurti Rajaraman, theoretische Physik
- 1984 Ranganathan Shashidhar, Flüssigkristalle, Ramanath Cowsik, Astroteilchenphysik
- 1985 Narendra Kumar, Festkörperphysik, Kehar Singh, Nanooptik
- 1986 Predhiman Krishan Kaw, Plasmaphysik
- 1987 Probir Roy, Hochenergiephysik, Vijay Kumar Kapahi, Radioastronomie
- 1988 Deepak Kumar, Festkörperphysik, Onkar Nath Srivastava, Nanotechnologie
- 1989 Muthusamy Lakshmanan, theoretische Physik, N. V. Madhusudana, Flüssigkristalle
- 1990 Ajay Kumar Sood, Nanotechnologie, Ganapathy Baskaran, Festkörperphysik
- 1991 Deepak Dhar, statistische Physik, Deepak Mathur, Molekülphysik
- 1992 Vikram Kumar, Halbleiter, Subodh Raghunath Shenoy, Festkörperphysik
- 1993 Rajiah Simon, Quantenoptik, Gopal Krishna, Radioastronomie
- 1994 Arup Kumar Raychaudhuri, Festkörperphysik, Ashoke Sen, Stringtheorie
- 1995 Mustansir Barma, statistische Physik
- 1996 Thanu Padmanabhan, Kosmologie
- 1997 Bikas K. Chakrabarti, Quantum annealing, Amitava Raychaudhuri, Teilchenphysik
- 1998 A. M. Jayannavar, Festkörperphysik, Sumit Ranjan Das Hochenergiephysik
- 1999 E. V. Sampathkumaran, Supraleitung, Sunil Mukhi, theoretische Physik
- 2000 Sriram Ramaswamy, Festkörperphysik, Varun Sahni, Gravitation
- 2001 Rahul Pandit, Festkörperphysik
- 2002 Mohit Randeria, Festkörperphysik, Avinash Deshpande, Astrophysik
- 2003 G. Ravindra Kumar, Plasmaphysik, Biswarup Mukhopadhyaya, Hochenergiephysik
- 2004 Madan Rao, statistische Mechanik
- 2005 Sandip Trivedi, Festkörperphysik
- 2006 Sanjay Puri, statistische Physik, Atish Dabholkar Quantengravitation
- 2007 Yashwant Gupta, Radioastronomie, Pinaki Majumdar, Festkörperphysik
- 2008 Raghunathan Srianand, Kosmologie, Srikanth Sastry, theoretische Physik
- 2009 Rajesh Gopakumar, Stringtheorie, Abhishek Dhar, Festkörperphysik
- 2010 Umesh Waghmare, Festkörperphysik, Kalobaran Maiti Festkörperphysik
- 2011 Shiraz Minwalla, Stringtheorie,
- 2012 Arindam Ghosh, Halbleiter, Krishnendu Sengupta, theoretische Physik
- 2013 Amol Dighe, Hochenergiephysik, Vijay Balakrishna Shenoy, Festkörperphysik
- 2014 Pratap Raychaudhuri, Supraleitung, Sadiqali Abbas Rangwala, Optik
- 2015 Bedangadas Mohanty, Hochenergiephysik, Mandar Madhukar Deshmukh, mesoskopische Physik
- 2016 Subramanian Anantha Ramakrishna, Festkörperphysik
- 2017 Nissim Kanekar, Astronomie, Vinay Gupta, Materialwissenschaften
- 2018 Aditi Sen De, Quantenphysik, Ambarish Ghosh, Physik der weichen Materie
- 2019 Aninda Sinha, Shankar Ghosh
- 2020 Rajesh Ganapathy, Surajit Dhara
- 2021 Kanak Saha
- 2022 Anindya Das, Basudeb Dasgupta